# Еміль Родерік Ромбауер
Еміль Родерік Ромбауер (Варіанти імені: Ромбауер Родерік, Ромбауер Еміль Родерік) (Шелестове біля Мукачево, Підкарпаття, Угорське королівство, 9 травня 1833 — Сент-Луїс, штат Міссурі, США, 26 березня 1924) — член угорської національної гвардії, потім капітан у громадянській війні в США. У цивільному житті — інженер-залізничник, юрист.

## Життєпис
Еміль народився поблизу Мукачево і навчався в лютеранській гімназії в Братиславі. У юності Ромбауер Е. Родерік разом зі своїм батьком, Тівадаром Ромбауером, і двома братами, Робертом Ромбауером Дьюлою та Річардом Ромбауером, у складі національної гвардіїбрав участь у війні за незалежність Угорщини 1848-49 рр. Брат Річарда загинув героїчною смертю в битві під Візакною 1849 року. Після здачі в Легері через загрозу репресій вони змушені були емігрувати. Після еміграції Ромбауери інтегрувалися в американське цивільне життя і заслужили велику повагу. Пуританський спосіб життя, працьовитість, корисна діяльність, а потім і участь у Громадянській війні в Америці лише підвищили репутацію родини. Усі четверо Ромбауерів, яких можна було призвати (Рафаель Гвідо Ромбауер, Ромбауер Е. Родерік, Роберт Дьюла Ромбауер, Роланд Ромбауер), добровільно пішли на військову службу на боці юніоністів.
Ромбауер Е. Родерік служив рядовим у 1-му Міссурійському добровольчому піхотному полку, а згодом став капітаном 1-го полку резервної дивізії США. Після закінчення терміну контракту брав участь в організації нових формувань цивільної гвардії, брав участь у боях у Південно-Східному Міссурі в чині сотника. На південному сході Міссурі він заразився шлунковим грипом і після одужання повернувся до служби. Після громадянської війни в США він служив міським суддею в Сент-Луїсі, потім суддею Окружного суду та Апеляційного суду. Тривалий час був юрисконсультом шкільної ради. Чудовий оратор і публіцист, він був одним із найвидатніших юристів штату Міссурі. Жив переважно серед німців, але підтримував зв'язок і з угорцями. Так, з нагоди смерті Лайоша Кошута в 1894 році він виступив перед угорцями в Сент-Луїсі. У 1896 році, як член американсько-угорської делегації, він відвідав свою батьківщину на святкування тисячоліття, виголосивши промову угорською та англійською мовами біля статуї Іштвана Сечені в Будапешті. Того самого випадку він знайшов спосіб відвідати Артура Ґьоргея, який жив у Вишеграді один, і провів цілий день із головним лідером угорської боротьби за свободу. У 1903 році він опублікував свою автобіографію англійською мовою.

## Особисте життя
Він був одруженим чоловіком, батьком шести дітей, один із його синів став чудовим адвокатом у Сент-Луїсі, і він підтримував зв'язок з угорцями.

## Творчість
- The history of a life. Washington, 1903. (Rombauer E. Roderick önéletrajza, cikkeivel és költeményeivel a szövegben.)

## Його пам'ять
Невелике містечко в окрузі Батлер (штат Міссурі) носить його ім'я, оскільки саме Ромбауер Е. Родерік першим наполіг на тому, щоб у згаданому місці було засновано місто.

## Більше інформації
- Рівні: Родерік Ромбауер (Еміль)
- Родерік Еміль Ромбауер з малюнками